# M18無後座力炮
M18无后坐力炮（英語：M18 recoilless rifle）是一种美军在第二次世界大战以及朝鲜战争中使用的肩扛式反坦克武器。M18属于单人携带的后装式單發武器，既可以用于反坦克也可用于反人员作战。使用时通常架设在单脚架或是士兵的肩头，然其最稳固的支架却是从白朗寧M1917重機槍的三脚架发展而来。

## 设计
在第二次世界大战中，美国陆军的火炮部门开发了一种105毫米口径的无后坐力炮，而步兵部门将精力集中在可由单人携带的57毫米无后座力炮上。步兵部门选择的炮弹是从英国武器的基础上发展而来的，炮弹侧壁上钻有数百个洞眼，里面则有防水防潮的塑料衬里。在炮管内还雕刻有同膛线相匹配的平行条带，据信此举有助于减少摩擦力，增大发射火药的推进作用和炮弹射出时的初速。新的57毫米无后坐力炮在1943年11月开始测试，测试时的代号为T15，测试结果表明这种武器比炮兵部门的105毫米无后坐力炮更为优秀，于是后者的计划被取消。同年晚些时候，T15被正式确定为M18型57毫米无后座力炮。M18可以使用4种炮弹：破甲弹、高爆榴弹、白磷烟雾弹、训练弹。1945年初，军队订购了2000门M18和80万发炮弹。 

## 使用
第一批M18很快就运到了欧洲和太平洋战场，首个接收它们的部队是位于欧洲的第17伞兵师。虽然作为轻型武器来说，其高爆弹的威力不俗，但是破甲弹63.5毫米的贯穿能力就颇为使人失望了。与之相比，巴祖卡火箭筒的穿甲能力为120毫米。这主要是因为为了提高精确度而使用了膛线，膛线导致的旋转使射流发散，降低了HEAT弹头的穿透力，但是后效比起尾翼稳定的巴祖卡火箭弹高
在太平洋战区，官兵们表示新的57毫米无坐力炮是一种极为成功的“手提火炮”。1945年6月9日，M18在冲绳岛战役中首次投入使用，同时提供的配套炮弹为高爆弹和烟雾弹。在太平洋地形复杂的岛屿上同日军进行艰难的拉锯战时，M18是能够提供有效的炮火支援。士兵们唯一的怨言就是希望能够提供更多的炮弹。
在朝鲜战争中，M18用于摧毁敌人的机枪据点。作为反坦克武器则缺乏效率，要想用M18击穿T-34型坦克只有打击它的后面装甲才行。因而美军士兵更愿意使用口径更大的M20型超级巴祖卡来攻击T-34。
國民革命軍在抗戰期間沒有獲得無後座力炮軍援，首次接觸此兵器是在1946年美國贈與了2門M18無後座力炮，在1946年7月由五十兵工廠進行拆解測繪並進行仿造，1947年11月製成三六式無座力炮，但因國內無法產製合格的特殊合金鋼，因此到1949年五十廠被中國人民解放軍接收前，生產的98門三六式都不合格。撤往臺灣的兵工廠則是利用以剩餘軍事物資名義蒐羅來的M10驅逐戰車上因炮栓遭到炸毀而無法使用的75公厘戰車炮炮管重製出四十式七五無後座力炮，雖然口徑不同，但基礎設計為三六式放大。
中國人民解放军承接了國民政府兵工廠的能量，将这些M18和其图纸加以研究，开发出了52式无后坐力炮，有较高的精度和较低的破坏力。自身重量22kg，沿用五十廠在三六式開發時研制的轻型三脚架（6.8kg），亦可使用炮身中部的伸缩式撑杆，必要时可肩射。配备杀伤榴弹和破甲弹，直射射程约为300m；杀伤榴弹的弹片杀伤范围为75m²，破甲弹对30°倾斜装甲的最大破甲深度为70mm。用于朝鲜战争、藏区平叛战斗、1962年对印战争等。这种武器尚沿用至越南战争，坦桑尼亚也获得了部分52式，52式可以同时使用美国和中国的弹药，而M18却不能使用它的炮弹。
直到1984年，巴西仍然在生产M18。

## 使用國
- 美国
- 巴西
- 中華民國
- 中华人民共和国
- 坦桑尼亚
- 越南共和国
- 越南民主共和国